# Федулов, Александр Михайлович
Александр Михайлович Федулов (род. 8 ноября 1958, Щигры, Курская область) — российский политический деятель, депутат Государственной Думы ФС РФ третьего созыва (1999—2003), бывший заместитель губернатора Курской области.

## Биография
Родился 8 ноября 1958 в г. Щигры Курской области.
Окончил Калининский индустриальный техникум, в 1986 окончил Харьковский юридический институт. Кандидат юридических наук.
В 1990 — главный специалист управления юстиции по Курской области.
В 1991 — директор учебно-научного центра Курского обкома ВЛКСМ.
С 1994 по 1998 заведовал юридической консультацией Курской областной коллегии адвокатов.
29 июня 1997 на дополнительных выборах был избран депутатом Курской областной думы второго созыва.
В 1998 был назначен на пост председателя Комитета управления делами и правовой экспертизы администрации Курской области.
В 1999 был назначен заместителем губернатора Курской области — председателем Комитета по работе с территориями, государственными органами власти и органами местного самоуправления.
В 2005—2007 годах состоял в партии «Союз правых сил». В 2006 году баллотировался в депутаты Курской областной думы от СПС.
В 2007—2008 годах состоял в партии «Гражданская сила». В 2007 году баллотировался в депутаты Госдумы от «Гражданской силы».
Состоял в «Партии роста». В 2016 году баллотировался в депутаты Госдумы от «Партии роста». 
В 2016 году баллотировался в Курскую областную думу. Список «Партии роста», от которой Федулов выдвигался, не был зарегистрирован.
Разведён. Есть сын.

### Депутат Государственной думы
19 декабря 1999 был избран депутатом Государственной Думы РФ третьего созыва. Заместитель председателя Комитета Государственной Думы по законодательству.

### Исключение из ЯБЛОКА
Состоял в партии «Яблоко». В конце 2011 года Александр Федулов был исключён из «Яблока» «за неоднократные публичные высказывания и заявления националистического и человеконенавистнического характера, а также поддержку руководства авторитарно-олигархического коррупционного режима».